# Валеев, Наиль Мансурович
Наи́ль Мансу́рович Вале́ев (тат. Наил Мансур улы Вәлиев; род. 3 сентября 1949, Чистополь, Татарская ССР, СССР) — российский литературовед доктор филологических наук, профессор. Ректор Елабужского государственного педагогического университета (2000—2007). Министр образования и науки Республики Татарстан (2007—2009). Член Академии наук Республики Татарстан (с 2004 года). Заслуженный деятель науки Российской Федерации и Республики Татарстан, член Союза писателей России.

## Биография
Наиль Валиев родился 3 сентября 1949 года в Чистополе. Первоначальное общее образование получил в средней школе № 16 Чистополя. В 1966 году поступил в Елабужский государственный педагогический институт (ЕГПИ), который окончил в 1971 году по специальности «Русский язык и литература». С 1971 по 1975 год работал учителем русского языка и литературы в средней школе № 3 Чистополя. С 1975 года ассистент, с 25 декабря 1985 года — доцент кафедры русской и зарубежной литературы ЕГПИ.
В 1977—1980 годах — аспирант Института языка и литературы Казанского филиала АН СССР. 29 октября 1981 года в Башкирском государственном университете защитил диссертацию на соискание учёной степени кандидата филологических наук на тему: «„Духовное испытание“ героев в произведениях Фатыха Амирхана».
С января 1983 года — заведующий кафедрой русской и зарубежной литературы, а с 1990 по 2000 год — проректор по научной работе Елабужского педагогического института.
27 июня 1996 года в Институте мировой литературы им. М. Горького РАН защитил диссертацию на соискание учёной степени доктора филологических наук на тему: «Д. И. Стахеев. Судьба и творчество. 1840—1918 гг.» 26 ноября 1996 года Наилю Валиеву присвоено звание профессора.
16 июня 2000 года избран ректором Елабужского государственного педагогического института. 4 июля 2005 года единогласно переизбран ректором. В 2003 году избран депутатом Государственного Совета Республики Татарстан III созыва.
25 июня 2007 года Наиль Валиев указом Президента Республики Татарстан Минтимера Шаймиева назначен Министром образования и науки Республики Татарстан. В 2009 году, в связи с избранием в Госсовет Татарстана, сложил с себя полномочия Министра образования и науки Республики.

## Научная деятельность
Основные направления научных исследований Наиля Валеева связаны с русско-татарскими литературными связями, с исследованиями типологических явлений в татарской, русской, западноевропейской литературе. Занимается изучением русской классической литературы XIX века, исследованиями культурологии и литературного и исторического краеведения.
Исследовал творчество классика татарской литературы Ф. Амирхана. Внёс огромный вклад в открытие имени русского писателя XIX века Д.И. Стахеева. Издал избранные сочинения писателя, написал несколько монографий о нём. С 1980 года работал над темой «Знаменитые люди в Елабуге» и занимался изучением деятельности историка, археографа и археолога России XIX века К.И. Невоструева.
В качестве вице-президента Академии Наук Республики Татарстан ведёт важную работу по координации деятельности учёных-филологов Среднего Поволжья.
В своих научных работах активно поднимает проблемы исторического и литературного краеведения, культурологии. За особые заслуги в деле сохранения и приумножения историко-культурного и природного наследия народов России в 2002 году Российским Союзом исторических городов и регионов награждён медалью «За вклад в наследие народов России».
Наиль Валеев автор более 200 научных трудов.

## Книги и публикации

### Монографии
- Валеев Н.М. В мире нравственных исканий: Исследования. — Казань: Таткнигоиздат, 1985. — 120 с.
- Валеев Н.М. Дмитрий Стахеев. Творческий путь писателя: Монография / Предис. акад. М. Хасанова. — Казань: Академия наук Татарстана, 1995. — 176 с.: ил.
- Валеев Н.М. К.И. Невоструев. Его роль и место в российской науке // Древняя Алабуга: Сборник / Под ред. Р.Р. Хайрутдинова, Ф.Ш. Хузина. — Елабуга, 2000. — С. 155–161.
- Валеев Н.М. Высокое служение Отечеству. Капитон Иванович Невоструев (1815–1872): Очерк жизни и творчества: 2-е изд., испр. и доп. — Елабуга: Изд-во ЕГПИ, 2000. — 70 с.
- Валеев Н.М. Фатих Амирханнын рухи мирасы. – Казань: «Фән» АН РТ, 2005. — 196 с.
- Краеведы Елабуги / Авт.-сост. Н.М. Валеев, И.В. Корнилова. — Елабуга: Изд-во ЕГПУ, 2007. — 436 с.: ил. 40 с.

### Научные статьи
- Валеев Н.М. Вопросы раскрепощения женщины в рассказе Ф. Амирхана «Татарка» // Совет мәктәбе. — 1981. – № 4. – С. 25–26 (на тат. яз.).
- Валеев Н.М. Литература как фактор консолидации татарской нации // Единство татарской нации: Материалы научн. конф. АН РТ. — Казань: «Фэн» АН РТ, 2002. — С. 88–94.
- Валеев Н.М. Роль купеческой династии Стахеевых в судьбах России // Научный Татарстан. — 2004. — № 12. — С. 137–145.
- Валеев Н.М. Роль краеведения в возрождении малого города // Первые всероссийские краеведческие чтения: История и перспективы развития краеведения и москвоведения. Посвящается 85-летию со дня рождения С.О. Шмидта. — М.: АНО ИЦ «Москвоведение»; ОАО «Московские учебники и картография», 2009. — С. 467–472.
- Валеев Н.М. «Золотое кольцо» для Татарстана. Республика обязана извлечь пользу из краеведческих изысканий // Республика Татарстан. — 2011. — 3 февраля. — С. 6.

## Награды
- Орден «Дуслык» (2024)[7]
- Медаль «За вклад в наследие народов России» (2002)
- Медаль «В память 1000-летия Казани»
- Медаль «За доблестный труд»
- Медаль ордена «За заслуги перед Республикой Татарстан» (2020)[8]
- Золотая медаль Академии наук Республики Татарстан «За достижения в науке» (2019 год)[9]